# Gallegos de Curueño
Gallegos de Curueño es una localidad del municipio leonés de Santa Colomba de Curueño, en la Comunidad Autónoma de Castilla y León (España).
La iglesia está dedicada a san Pedro Ad Víncula, referido familiarmente entre los lugareños como "San Pedrín".

## Situación
Se encuentra a 30 km de la capital de provincia: León, en el margen derecho del río Curueño, de quien toma su apellido. Limita al norte con la localidad de Santa Colomba de Curueño y al sur con Barrillos de Curueño.

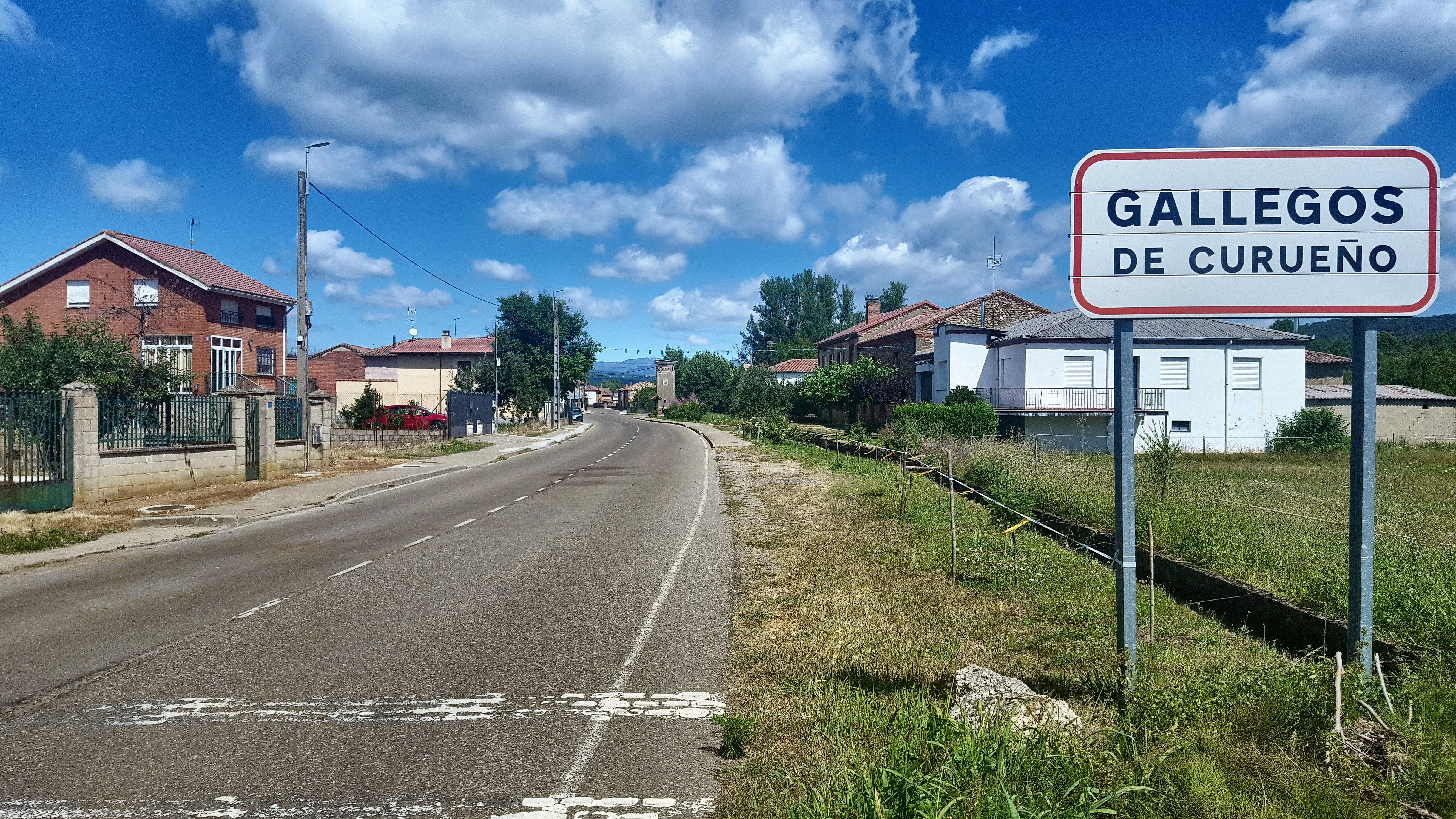
Letrero del pueblo de Gallegos de Curueño, llegando desde León

## Historia
No existen fuentes documentales del origen del pueblo, si bien la toponimia del lugar sugiere que las gentes que lo fundaron bien podrían proceder de Galicia. Así pues, el origen de estos “Gallegos” podría remontarse a los inicios de la repoblación cristiana procedente de núcleos septentrionales de la península. Esta repoblación sucedió en paralelo al avance militar de los reinos cristianos.
Según algunos autores y el propio cartel que se exhibe en la entrada del pueblo, los monjes del castillo de Santa María del Monte, cercano al castillo de San Salvador, repoblaron la zona con gentes llegadas de Galicia, probablemente en los primeros años del siglo XI.
Así se describe a Gallegos de Curueño en el tomo VIII del Diccionario geográfico-estadístico-histórico de España y sus posesiones de Ultramar, obra impulsada por Pascual Madoz a mediados del siglo XIX:

Lugar en la provincia y diócesis de León (5 leguas), partido judicial de la Vecilla (2 ½), audiencia territorial y capitanía general de Valladolid (24), ayuntamiento de Santa Colomba de Curueño. Situado en el valle de este nombre; le combaten con especialidad los vientos del N; sus enfermedades más comunes son tercianas y cuartanas. Tiene unas 22 casas; escuela de primeras letras dotada con 180 reales, a la que asisten 12 niños de ambos sexos; iglesia parroquial (San Pedro Advíncula), servida por un cura de ingreso y presentación antes del abad y monjes del convento de San Claudio de León, orden de San Benito, y de la familia de los Robles del pueblo; y buenas aguas potables. Confina N Santa Colomba de Curueño; E Lugán; S Barrillos; y O Palacios de Torío, a 1 ½ legua el más distante. El terreno es de mediana calidad y le fertilizan algún tanto las aguas del río Curueño. Los caminos son locales, excepto el de Castilla a Asturias; recibe la correspondencia de Vegas del Condado, los martes y sábados, y sale en los mismos días. 

Producciones: trigo, cebada, centeno, lino, legumbres y patatas; cría ganado vacuno, cabrío, lanar, caballar, cerda; caza de perdices, liebres, jabalíes y corzos, y pesca de truchas y otros peces. Industria: un molino harinero y otro de aceite de linaza en decadencia. Comercio: exportación de lino para Asturias. 

Población: 18 vecinos, 65 almas. Contribución: con el ayuntamiento.
Diccionario geográfico-estadístico-histórico de España y sus posesiones de Ultramar

## Fiestas populares
Las fiestas del pueblo se celebran durante el primer fin de semana de agosto, culminando el domingo con la misa y procesión en honor de san Pedro Ad Víncula (San Pedrín).

## Cultura y patrimonio

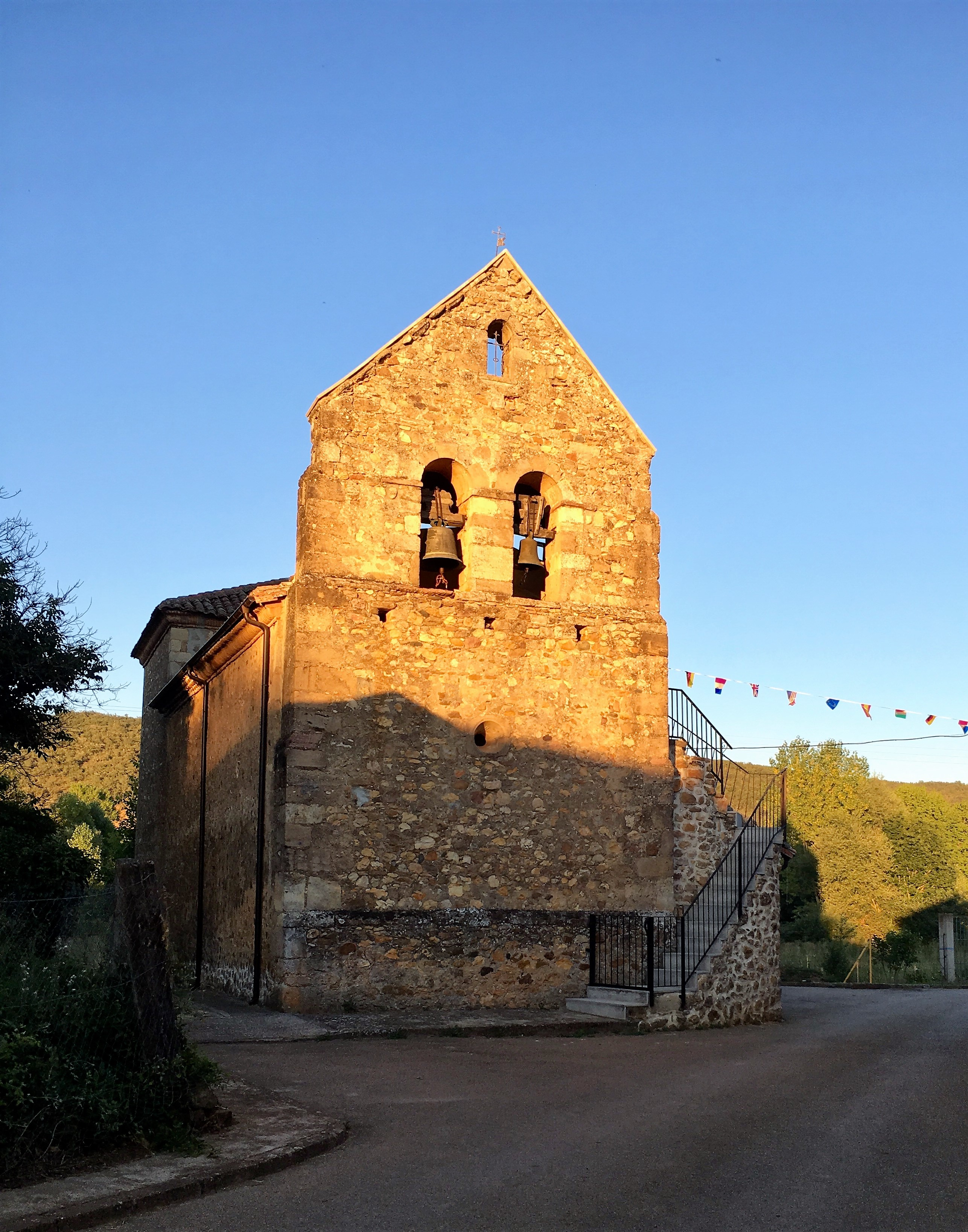
Iglesia de Gallegos de Curueño

Destaca la iglesia de Gallegos de Curueño, bajo la advocación de San Pedro Advíncula. Esta iglesia data del siglo XVIII.
Salvando la acequia que discurre paralela a la carretera, conocida como "la presa", se encuentra  un hermoso y antiguo puente de piedra de belleza singular y origen desconocido, que algunos atribuyen a los romanos, pero que bien podría ser medieval. 

## Senderismo y naturaleza
El pueblo de Gallegos de Curueño es propicio para la reflexión y el paseo tranquilo. El agua es protagonista en el pueblo, y no solo por la permanente presencia del río Curueño. Son numerosas las acequias, los canales, los regueros y los arroyos que circundan y atraviesan la localidad, reverdeciendo la vega a su paso.

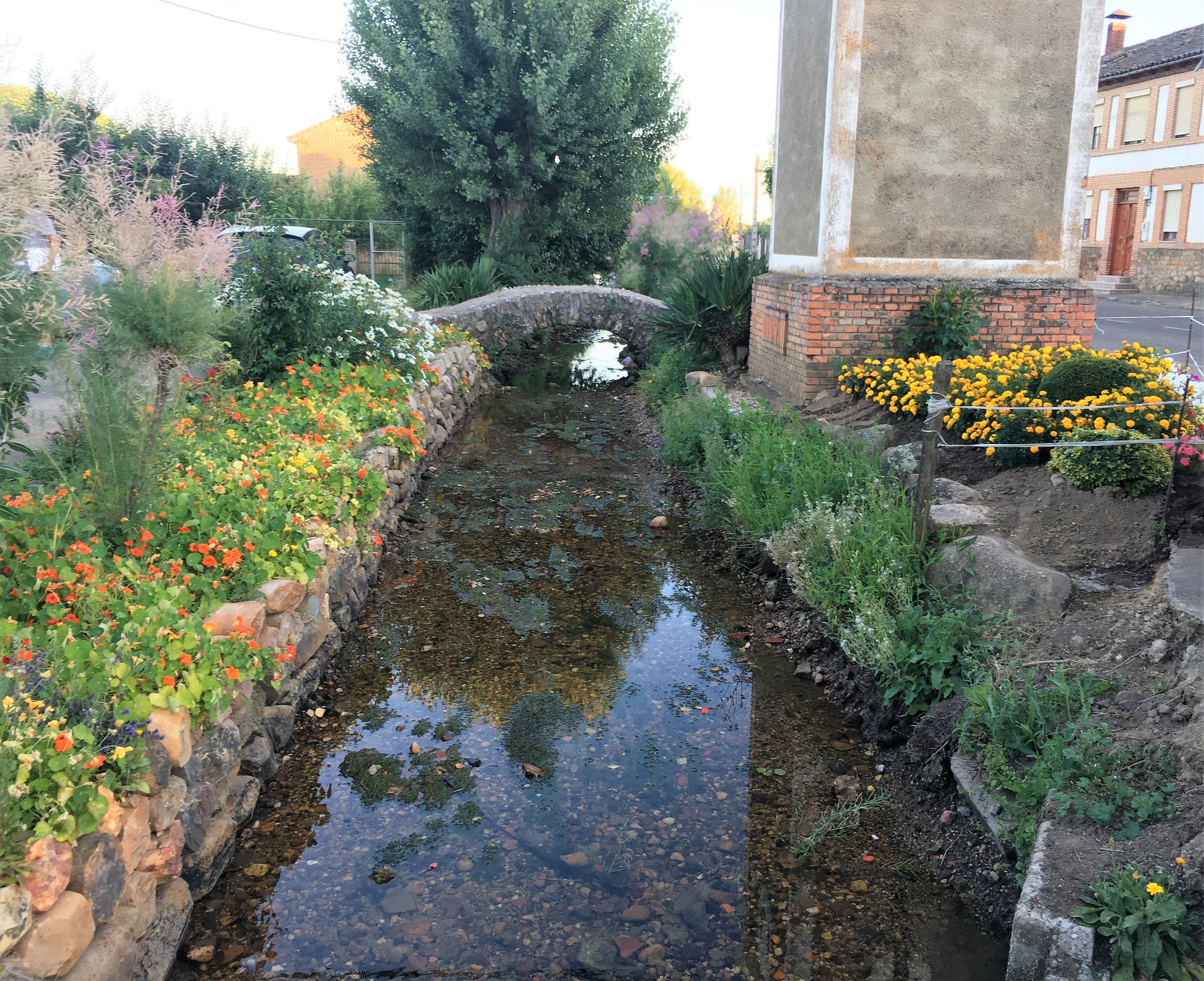
Presa de Gallegos de Curueño, con el pontón de piedra al fondo.

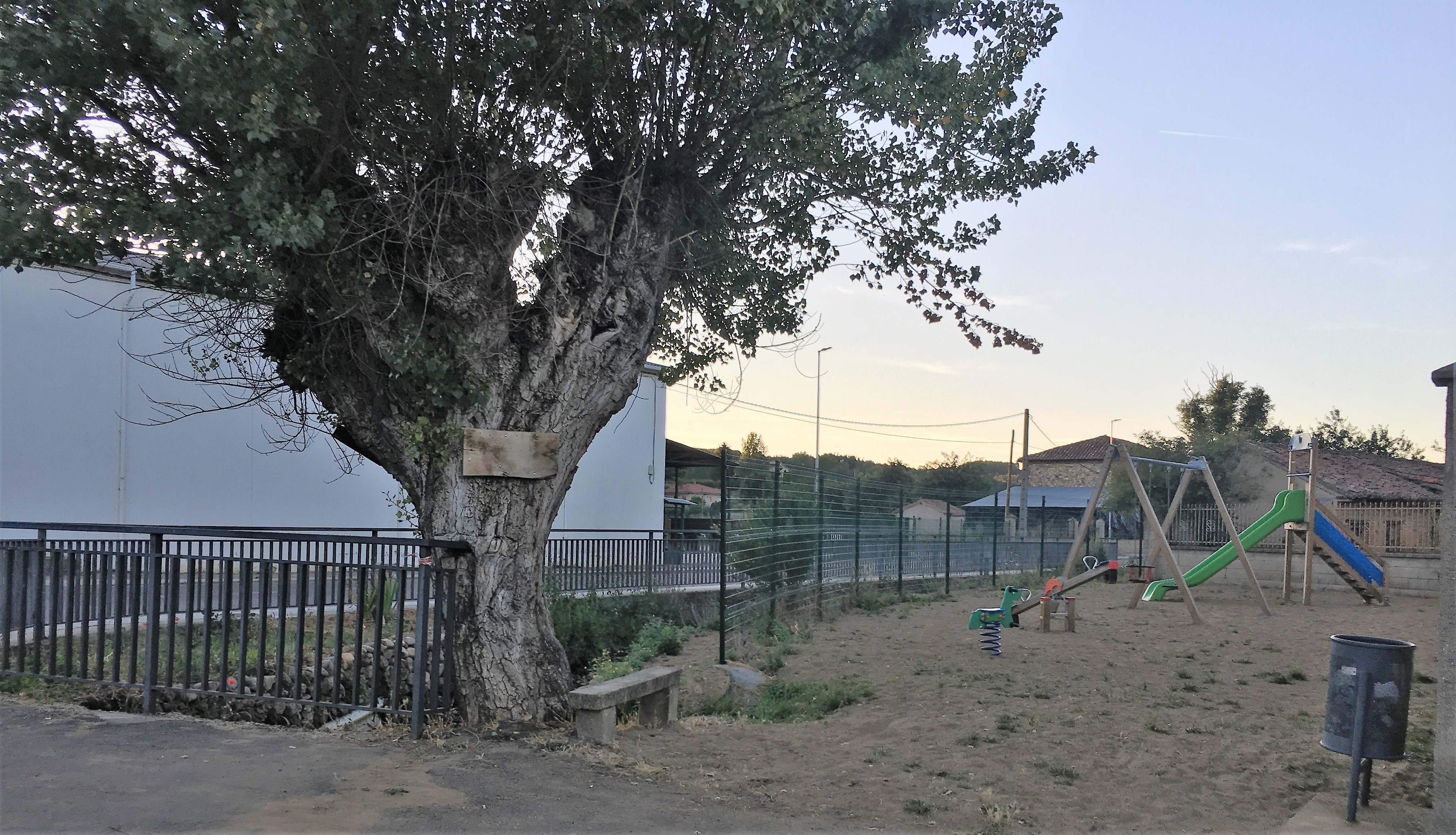
"La Chopa" y el parque infantil, antes bolera, de Gallegos de Curueño

Atravesando el pueblo de norte a sur, casi paralela a la carretera principal, discurre una acequia conocida como “la presa” que no es únicamente un canal destinado al riego; hasta no hace mucho se usaba para lavar la ropa a mano, mediante el uso de tablas de lavar, para proveerse de agua e incluso para el baño ocasional.
Donde confluyen la presa, la carretera y la plaza del pueblo, se puede ver un árbol viejo que hace las veces de tablón de anuncios y lugar de reunión de los vecinos. El parque infantil que está al lado, no hace mucho, era una bolera destinada al tradicional juego de los bolos leoneses.  

### Rutas de senderismo
Son varios los caminos que parten del pueblo de Gallegos, senderos que permiten el paseo tranquilo y la reflexión, lejos del estrés y de las aglomeraciones.

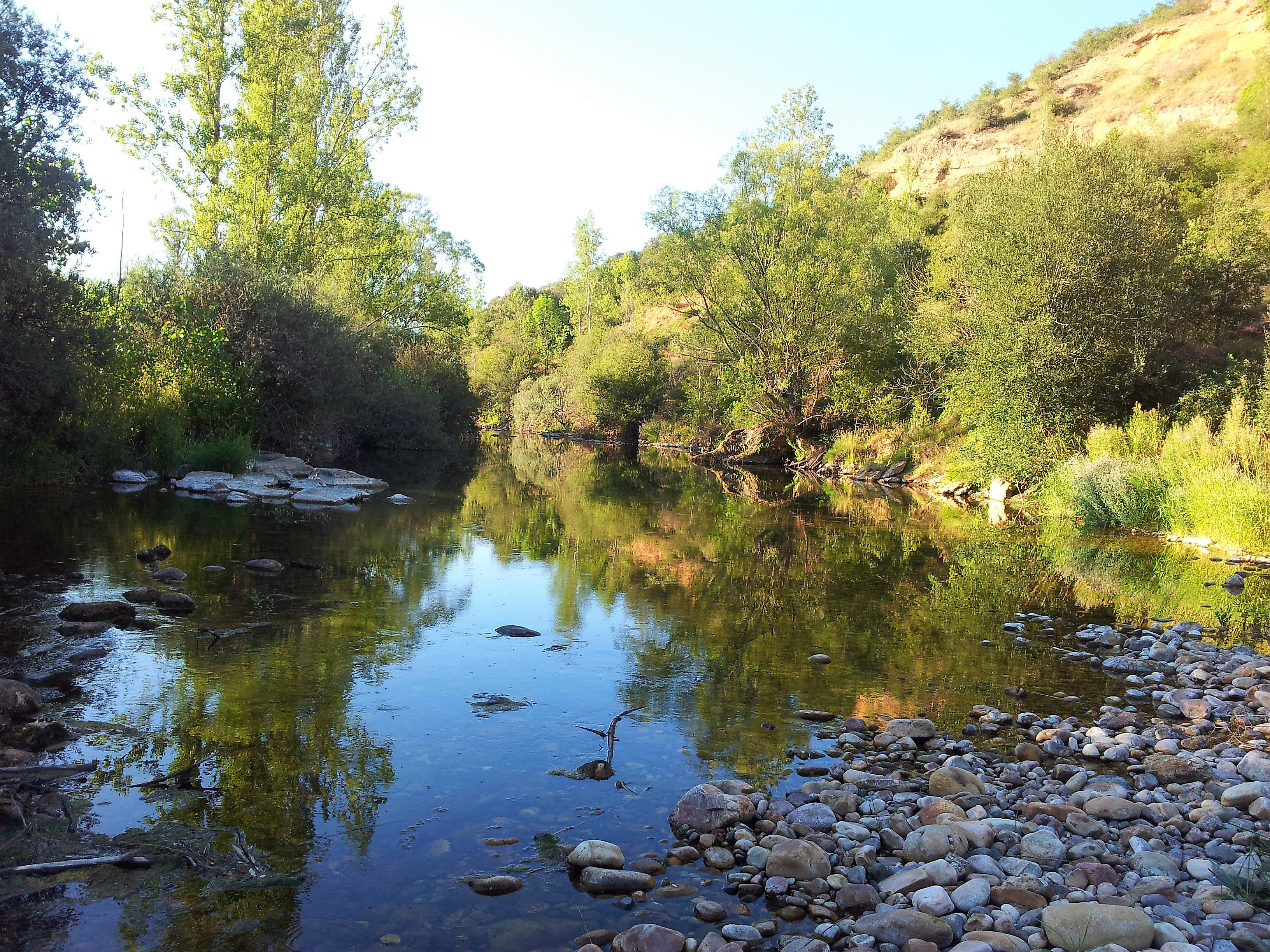
El río Curueño a su paso por Gallegos: "El Pozo"

- Camino al río: atravesando el pueblo camino de la iglesia, nos desviamos a la izquierda y, a la altura de la última casa del pueblo, tomamos el camino que sale hacia la derecha, que nos conduce directamente hasta un sendero rodeado de chopos que transcurre paralelo al río. Si encontramos el camino al "pozo" podremos disfrutar de un baño tranquilo.
- Camino del vago: dejando atrás la iglesia, tomamos el sendero que sale a la izquierda y que nos lleva directamente al “camino del vago”. Este camino, de 1 km transcurre paralelamente al río y a la carretera principal, terminando en el pueblo de Barrillos de Curueño. Desde ahí podemos iniciar otras muchas rutas, entre las que destaca el camino a la laguna. Hay otros senderos paralelos al camino del vago que nos permiten acercarnos al río y alejarnos, aún más, de la civilización. Podemos continuar nuestro paseo desde el camino del vago, siguiendo el sendero que sale a nuestra izquierda y que nos aleja de Barrillos. Unos metros después, el camino que sale a nuestra derecha llegaría hasta el pueblo de Barrio de Nuestra Señora.
- Camino del cementerio: a unos 200 m de la entrada del pueblo, desde León, se puede tomar el camino que lleva hasta el cementerio. Este camino se bifurca pronto en dos: el de la derecha conduce al cementerio, el de la izquierda lleva a coronar el monte tras unos 6 km de ascenso moderado. Desde ahí podemos alcanzar a ver la Catedral de León antes de iniciar el regreso, o bien continuar el camino descendiendo por la otra ladera del monte, terminando tras 10 km de ruta en el pueblo de Manzaneda de Torio.
- Siguiendo la carretera principal hacia el norte, a poco más de 1 km, llegamos al pueblo de Santa Colomba de Curueño, cabecera del municipio. Desde ahí podemos visitar las ruinas del Castillo de San Salvador, la Ermita del Santo Cristo del siglo XVII, la iglesia parroquial de Santa Colomba de Curueño (auténtica joya predominantemente barroca con piezas románicas y góticas) en cuyo honor se celebra la fiesta mayor del pueblo el día 14 de septiembre (que suele adelantarse al primer domingo del mes ) y la Ermita de Santa Ana del siglo XVI y su romería el 26 de julio, principal atractivo de la localidad donde el pueblo entero sube a la Ermita con su pendón, recuperando las tradiciones, y una brillante fiesta popular convierte el día en la manifestación municipal por excelencia.

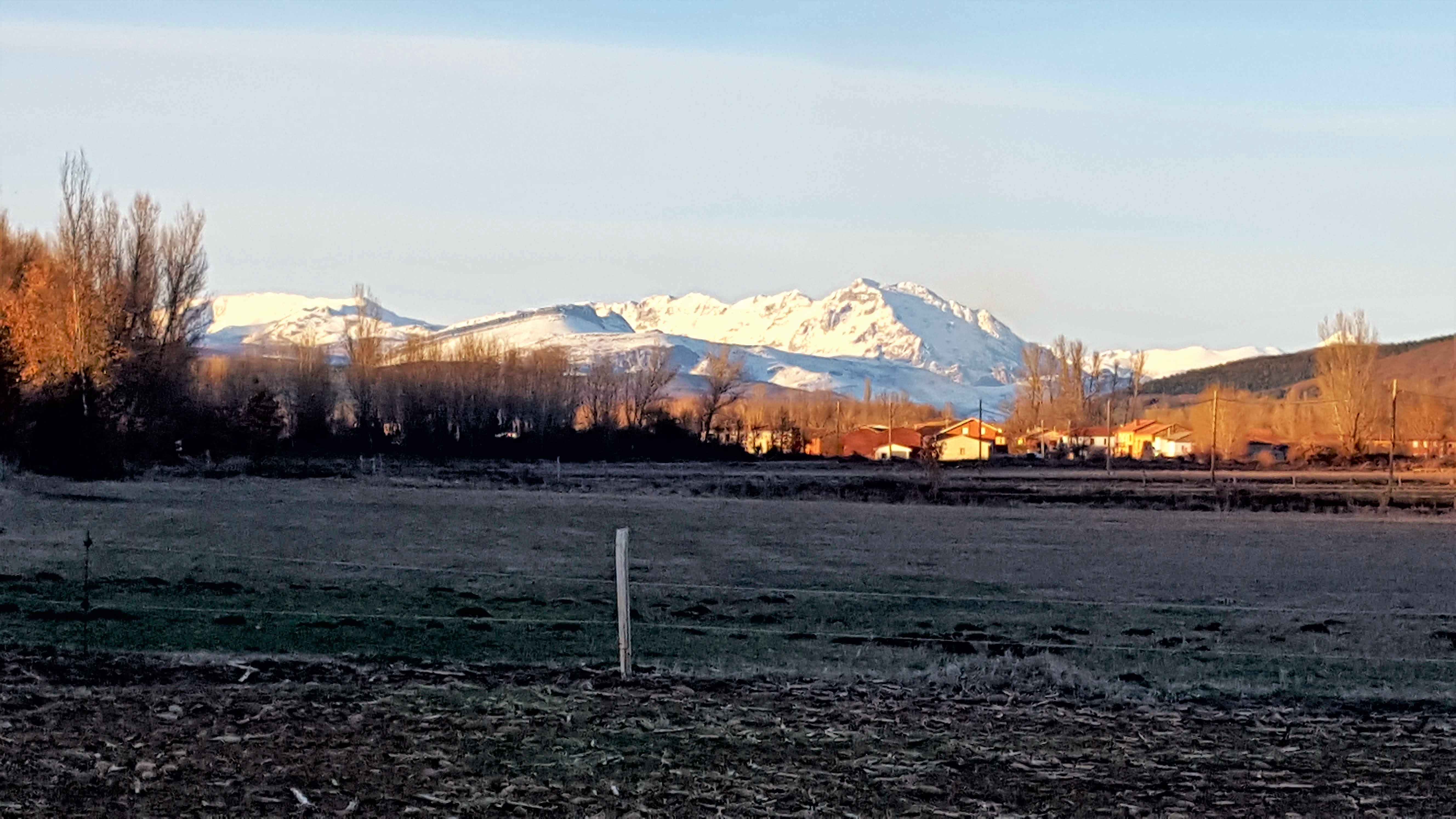
Vista de las montañas nevadas desde Gallegos de Curueño

## Demografía
Evolución de la población
| Gráfica de evolución demográfica de Gallegos de Curueño entre 2000 y 2017 |
|                                                                           |
| Población de derecho (2000-2017) según el padrón municipal del INE        |